# Машпі (Массачусетс)
Машпі (англ. Mashpee) — місто (англ. town) в США, в окрузі Барнстебел штату Массачусетс. Населення — 15 060 осіб (2020).

### Клімат
| Клімат : Машпі               | Клімат : Машпі | Клімат : Машпі | Клімат : Машпі | Клімат : Машпі | Клімат : Машпі | Клімат : Машпі | Клімат : Машпі | Клімат : Машпі | Клімат : Машпі | Клімат : Машпі | Клімат : Машпі | Клімат : Машпі | Клімат : Машпі |
| Показник                     | Січ.           | Лют.           | Бер.           | Квіт.          | Трав.          | Черв.          | Лип.           | Серп.          | Вер.           | Жовт.          | Лист.          | Груд.          | Рік            |
| Середній максимум, °C        | 3,2            | 4,2            | 7,3            | 12,2           | 17,4           | 22,7           | 25,9           | 25,6           | 22,1           | 16,6           | 11,7           | 6,3            | 14,7           |
| Середня температура, °C      | −1,1           | −0,1           | 3,1            | 7,9            | 13,1           | 18,4           | 21,8           | 21,5           | 17,8           | 12,2           | 7,4            | 2,1            | 10,4           |
| Середній мінімум, °C         | −5,3           | −4,4           | −1,2           | 3,6            | 8,7            | 14,2           | 17,7           | 17,4           | 13,4           | 7,7            | 3,2            | −2,1           | 6,1            |
| Норма опадів, мм             | 102            | 86             | 131            | 113            | 87             | 100            | 87             | 97             | 99             | 107            | 112            | 116            | 1238           |
| Вологість повітря, %         | 68.5           | 68.5           | 66.9           | 66.6           | 70.3           | 73.5           | 74.8           | 75.0           | 75.0           | 72.3           | 69.5           | 69.8           | 70.9           |
| ---------------------------- | -------------- | -------------- | -------------- | -------------- | -------------- | -------------- | -------------- | -------------- | -------------- | -------------- | -------------- | -------------- | -------------- |
| Джерело: PRISM Climate Group |                |                |                |                |                |                |                |                |                |                |                |                |                |

## Демографія
Згідно з переписом 2010 року, у місті мешкало 14 006 осіб у 6118 домогосподарствах у складі 3906 родин. Було 9882 помешкання
Расовий склад населення:
| - 89,1 % — білих - 3,1 % — корінних американців - 2,3 % — чорних або афроамериканців - 1,2 % — азіатів - 0,1 % — вихідців з тихоокеанських островів - 1,3 % — осіб інших рас |

До двох чи більше рас належало 2,9 %. Частка іспаномовних становила 2,2 % від усіх жителів.
За віковим діапазоном населення розподілялося таким чином: 19,3 % — особи молодші 18 років, 57,2 % — особи у віці 18—64 років, 23,5 % — особи у віці 65 років та старші. Медіана віку мешканця становила 47,5 року. На 100 осіб жіночої статі у місті припадало 86,9 чоловіків;  на 100 жінок у віці від 18 років та старших — 84,0 чоловіків також старших 18 років.
Середній дохід на одне домашнє господарство  становив 91 622 долари США (медіана — 73 841), а середній дохід на одну сім'ю — 105 952 долари (медіана — 88 377). Медіана доходів становила 61 650 доларів для чоловіків та 48 216 доларів для жінок. За межею бідності перебувало 6,1 % осіб, у тому числі 8,0 % дітей у віці до 18 років та 2,2 % осіб у віці 65 років та старших.
Цивільне працевлаштоване населення становило 6926 осіб. Основні галузі зайнятості: освіта, охорона здоров'я та соціальна допомога — 29,9 %, роздрібна торгівля — 14,5 %, науковці, спеціалісти, менеджери — 11,2 %, мистецтво, розваги та відпочинок — 10,8 %.